# Olónets
Olónets (en ruso: Оло́нец) es una ciudad del sur de la república de Carelia, Rusia, ubicada muy cerca de la orilla este del lago Ládoga y de la frontera con el óblast de Leningrado. La ciudad es la capital del raión homónimo. Su población en el año 2010 era de 9000 habitantes.

## Historia
Olónets es el asentamiento más antiguo del que se tienen referencias documentadas de toda Carelia, ya que estas referencias datan del año 1137. No se conoce bien su historia hasta 1649 cuando se construye una fortaleza allí para defender el Principado de Moscú de los suecos. Ese mismo año obtuvo la categoría o estatus de ciudad. Hasta la Gran Guerra del Norte Olónets se desarrolló como un mercado ruso para comerciar con Suecia. En el sur de la ciudad se construyeron varias abadías y monasterios, de los cuales el monasterio Aleksandro-Svirski fue el más importante.
En el siglo XVIII, la situación comercial de Olónets varía, y se inclina hacia la producción de hierro. En 1773, era la ciudad más importante de la gobernación de Olónets, aunque once años después, en 1784, ese privilegio le pasará a Petrozavodsk, lo cual hace que comience su declive. Hoy en día, es considerada una ciudad histórica, y es la única en la que los carelios son mayoría, en concreto, suponen un 60% de la población de la ciudad.

## Administración
Es la capital del raión homónimo y una de sus nueve entidades locales. El territorio de la ciudad incluye como pedanías las aldeas de Verjovie, Ímalitsy, Kálshoila, Pútilitsa, Rypushkálitsy, Súdalitsa, Tátchelitsa y Tájtasovo.

## Personajes célebres
El héroe polaco Witold Pilecki (1901-1948) nació en Olónets, en la gobernación de Olónets, Imperio ruso. Fue oficial de las Fuerzas Armadas de Polonia de la Segunda república polaca, además de entrar de manera voluntaria al campo de exterminio de Auschwitz.